# Веснянка (Хмельницкая область)
Веснянка (укр. Веснянка) — село в Староконстантиновском районе Хмельницкой области Украины.
Население по переписи 2001 года составляло 842 человек. Почтовый индекс — 31152. Телефонный код — 3854. Занимает площадь 3,006 км². Код КОАТУУ — 6824281701.

## История
В 1945 г. Указом Президиума ВС УССР село Свиная переименовано в Веснянку.

## Местный совет
31152, Хмельницкая обл., Староконстантиновский р-н, с. Веснянка